# Тюрингская графская война
Тюрингская графская война (нем. Thüringer Grafenkrieg) — военное противостояние, длившееся с 1342 по 1346 годы между рядом представителей старой аристократии и Веттинами за господство в Тюрингии.

## История
В 1247 году умер Генрих Распе, последний ландграф Тюрингии из дома Людовингов, и род по мужской линии пресекся. В последовавшей войне за наследство Генрих Светлейший, ландграф Мейсена, смог присоединить ланграфство Тюрингское к владениям дома Веттинов, в то время как гессенская доля досталась Генриху I Дитя и получила статус ландграфства Гессен. Внук Генриха Светлейшего — Фридрих I Укушенный и его сын Фридрих II Серьёзный старались укрепить господство дома Веттинов над Тюрингией и, как следствие, пришли к столкновению с другими аристократическими родами этой земли.
1 сентября 1342 года в Арнштадте объединились графы Шварцбурга, Веймар-Орламюнде и Хонштайна, а также фогты Гера и Плауэна против Фридриха Серьёзного. Затем в октябре начались военные столкновения. Майнцский архиепископ Генрих III Фирнебург, который был во вражде с горожанами Эрфурта из-за городского права, поддержал графов, а горожане Эрфурта перешли на сторону Фридриха Серьёзного.
Уже 14 декабря 1342 года при участии императора был подписан первый мир. Но так как по нему графы были обязаны выплатить значительную сумму репараций, мир не долго продержался, и вновь вспыхнули военные столкновения. На сей раз Фридрих попробовал ослабить враждебный союз тем, что заключал со своими противниками сепаратные миры: сначала 6 сентября 1343 года с фогтами Гера и Плауэна, 28 июля 1345 года со Шварцбургерами, наконец, 11 апреля 1346 года по Дрезденскому миру с графами Веймар-Орламюнде. Они получали свои владения от Веттинов в качестве лена и таким образом потеряли свой имперский статус и свою политическую самостоятельность.
В итоге после Графской войны позиции Веттинов в Тюрингии усилились. Хотя они и не смогли окончательно вытеснить Шварцбургеров и фогтов, которые продолжали играть значимую роль в Тюрингии до конца существования монархии, до 1918 года, однако последние более не могли расширять свои владения и остались ограничены территорией родовых имений, поэтому уже не были в состоянии подвергнуть опасности власть Веттинов в Тюригнии. Для графов Веймар-Орламюнде результатом этой войны к тому же стала потеря имперского статуса. А вскоре Веймар перешел к Веттинам как выморочный лен и стал резиденцией эрнестинской линии Веттинов.